# Celaleddin Koçak
Celaleddin Koçak (* 24. November 1977 in Berlin) ist ein ehemaliger deutsch-türkischer Fußballspieler.
Die ersten Jahre spielte er beim BSC Kickers 1900 in Berlin. In der C-Jugend wechselte er zu Türkiyemspor. Seine Profikarriere begann bei Tennis Borussia Berlin, dort spielte er in der Regionalliga und 2. Bundesliga. Wie viele junge türkische Fußballspieler, die in Deutschland aufgewachsen sind, wechselte Koçak in die Türkei. Im Dezember 1999 unterschrieb Koçak einen Vertrag bei Altay İzmir. Nach guten Leistungen bei Altay wechselte er im Sommer 2000 zu MKE Ankaragücü, seinem ersten Verein, der in der Süper Lig spielte. Zwei Jahre lang trug Celaleddin Koçak das Trikot Ankaragücüs, bevor er 2002 zur Diyarbakirspor in die zweite türkische Liga wechselte, wo er erheblichen Anteil am Aufstieg der Mannschaft in die erste Liga hatte.
Im Jahr 2003 ging Koçak zu Malatyaspor. Am 15. Oktober 2003 erzielte er im UEFA-Pokal-Spiel beim FC Basel zwei Tore. 2004 wechselte Koçak mit seinem Trainer Ziya Doğan zu Trabzonspor, wo er schon im ersten Jahr Vizemeister wurde. Am 12. Januar 2008 wurde sein Vertrag bei Trabzonspor aufgelöst. Mit Ablauf der Saison 2009/10 beendete Koçak beim Ligakonkurrenten Diyarbakirspor seine Profi-Karriere.
Für die Türkei hat Koçak am 18. Februar 1998 ein U21-Länderspiel gegen Rumänien bestritten. Am 10. Dezember 2003 spielte er in einem A2-Länderspiel für die Türkei gegen Schottland. Am 30. April 2003 war er im Aufgebot der A2 der Türkei gegen Deutschland, wurde aber nicht eingesetzt.